# Courtney Felinski
Courtney Reigh Felinski (Wichita Falls, 4 ottobre 1992) è una pallavolista statunitense, di ruolo schiacciatrice.

## Carriera

### Club
La carriera di Courtney Felinski inizia nei tornei scolastici texani, giocando con la Magnolia HS fino al diploma, dopo il quale entra a far parte della squadra di pallavolo della Georgia Tech, partecipando alla NCAA Division I dal 2011 al 2014.
Nella stagione 2015-16 firma il suo primo contratto professionistico in Finlandia, partecipando alla Lentopallon Mestaruusliiga col LiigaPloki, mentre nella stagione seguente si trasferisce in Germania, dove prende parte alla 1. Bundesliga, difendendo i colori del Vilsbiburg.
Nel campionato 2017-18 si trasferisce in Svizzera, dove veste la maglia del Düdingen, in Lega Nazionale A, e nel campionato seguente partecipa alla Superliga Femenina de Voleibol spagnola con il JAV Olímpico fino a metà annata, quando si trasferisce nelle Filippine per partecipare alla PSL Grand Prix Conference 2019 con il Foton.
Dopo qualche mese di inattività, torna in campo nel gennaio 2020, firmando per la seconda parte dell'annata con l'Anorthōsīs, nella A' katīgoria cipriota.